# Rafer Johnson

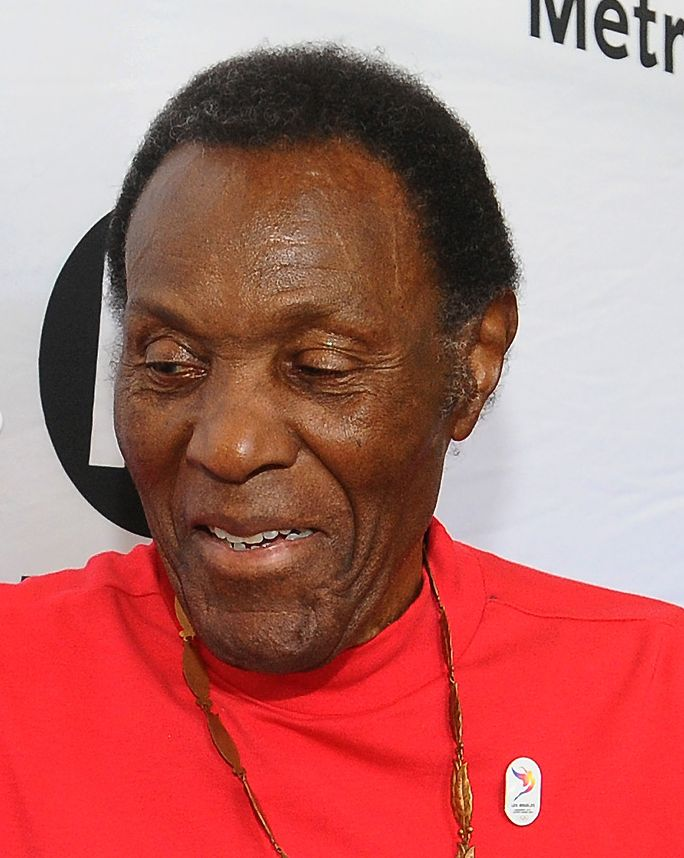
Rafer Johnson (2016)

Rafer Lewis Johnson (* 18. August 1934 in Hillsboro, Texas; † 2. Dezember 2020 in Los Angeles, Kalifornien) war ein US-amerikanischer Leichtathlet, der 1960 Olympiasieger im Zehnkampf wurde.

## Leben
Rafer Johnsons Familie zog nach Kingsburg, Kalifornien, als er neun Jahre alt war. Er spielte zunächst in verschiedenen Schulmannschaften American Football, Baseball und Basketball und entschloss sich, Zehnkämpfer zu werden, nachdem er den Doppelolympiasieger Bob Mathias im Fernsehen gesehen hatte.

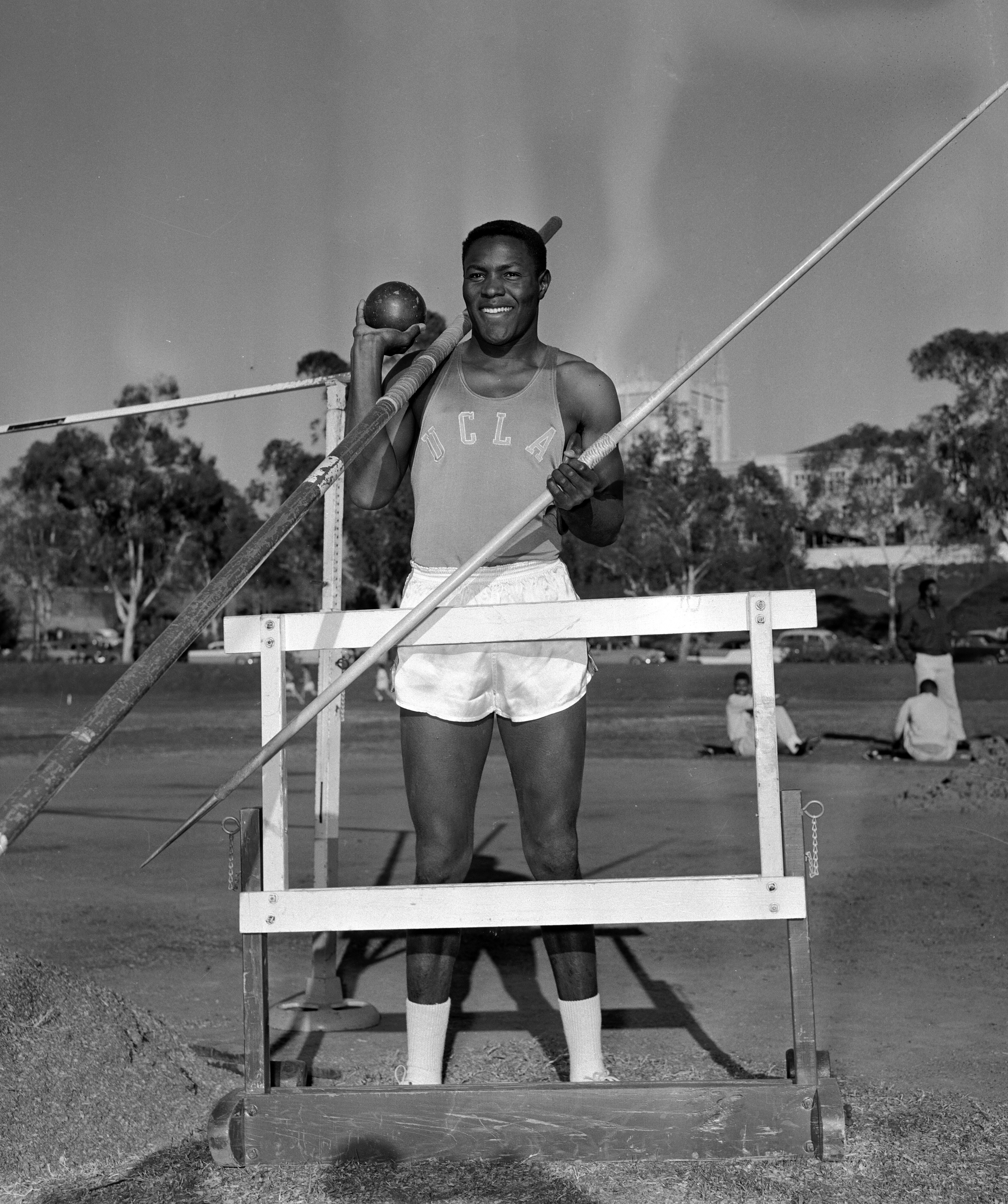
Rafer Johnson (1956)

1954 bestritt Johnson seinen ersten Zehnkampf während seines ersten Studienjahrs an der UCLA. Schon in seinem vierten Wettkampf stellte er einen neuen Weltrekord auf. 1954 gewann er auch den Titel bei den Panamerikanischen Spielen. Bei den Olympischen Spielen 1956 in Melbourne wurde er Zweiter im Zehnkampf. Er hatte sich auch für den Weitsprung qualifiziert, zog sich dann jedoch eine kleine Verletzung zu und konnte deshalb nicht starten. Sein Trainer an der UCLA war Elvin C. Drake.
Wegen diverser Verletzungen (darunter ein Autounfall) verpasste Johnson die Saisons 1957 und 1959. Doch 1958 und 1960 verbesserte er den Weltrekord je einmal. Er wurde 1958 von der Zeitschrift Sports Illustrated zum Sportler des Jahres gewählt.

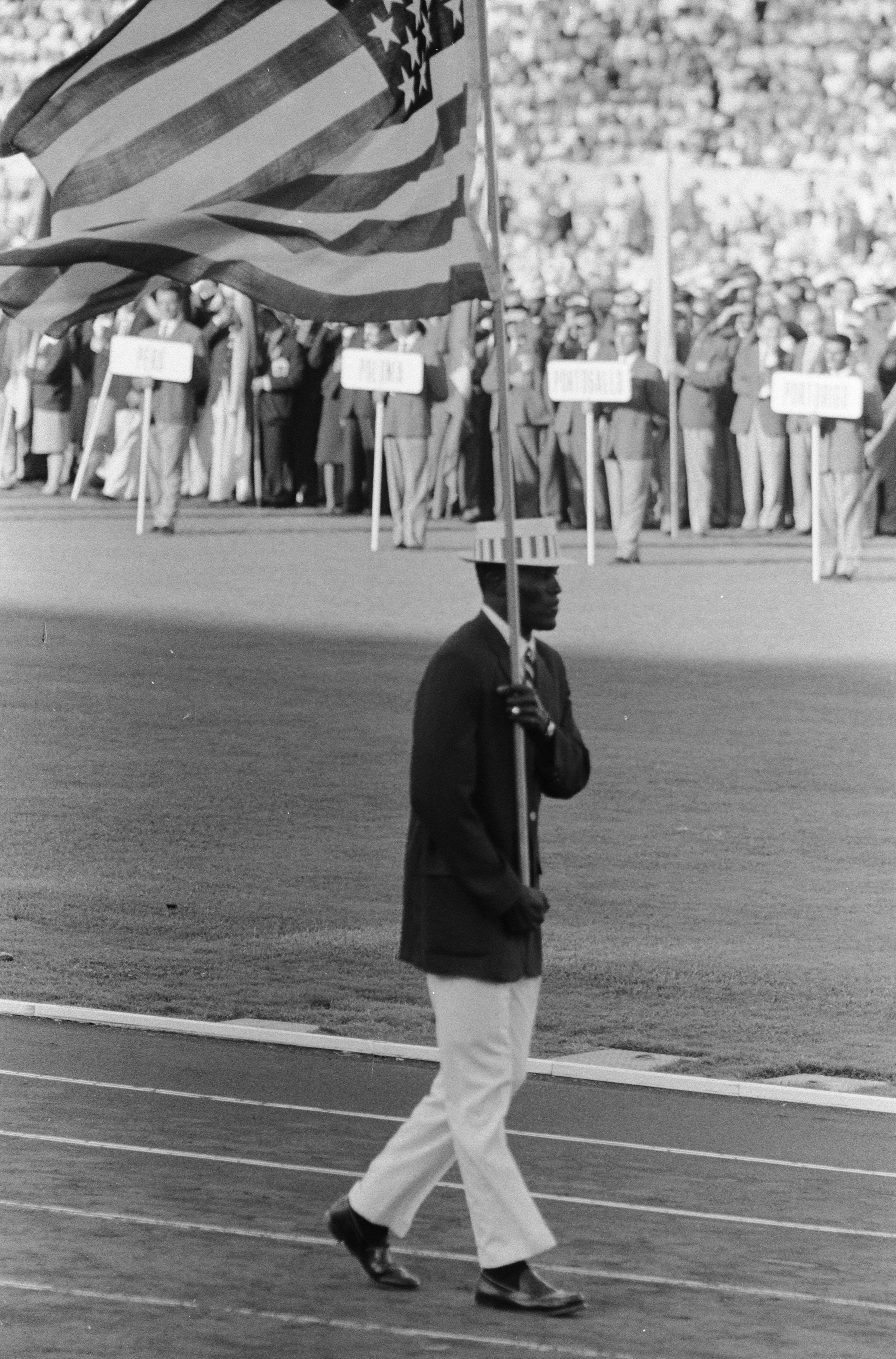
Johnson als Träger der US-Flagge bei der Eröffnungsfeier zu den Olympischen Spielen 1960

Die Krönung seiner Karriere erfolgte bei den Olympischen Spielen 1960 in Rom, wo er Olympiasieger im Zehnkampf wurde. Zweiter wurde sein Freund, Trainings- und Studienkollege, der Taiwaner Yang Chuan-Kwang. Johnson erhielt für den Olympiasieg eine weitere Sportler-des-Jahres-Auszeichnung, dieses Mal von der Associated Press.
Nach dem Olympiasieg beendete Johnson seine Karriere. Er hatte kleinere Rollen in mehreren Filmen und arbeitete als Fernsehsportkommentator. Unter anderem trat er auch in Jenseits des Ruwenzori auf, wo er an der Seite von Roger Moore spielte. Eine größere Rolle hatte er in Tarzan und der Dschungelboy, wo er den Widersacher des Titelhelden spielte. 1968 arbeitete er im Team des Präsidentschaftskandidaten Robert F. Kennedy. Als dieser am 5. Juni 1968 im Ambassador Hotel in Los Angeles erschossen wurde, überwältigte Johnson zusammen mit anderen Begleitern Kennedys den Attentäter.
1984 entzündete er bei den Olympischen Spielen in Los Angeles als Schlussläufer das olympische Feuer, nachdem er als Mitglied des Exekutivkomitees des Los Angeles Olympic Organizing Committee bereits an der Organisation der Spiele beteiligt gewesen war. Seine letzten Filmrollen übernahm er 1989 in den Streifen James Bond 007 – Lizenz zum Töten und Highway Chaoten.
Johnsons Bruder Jimmy war ein sehr erfolgreicher American-Football-Spieler, seine Tochter Jennifer spielte an der Seite von Annett Davis Beachvolleyball bei den Olympischen Spielen 2000 in Sydney. Im Jahr zuvor war die beiden Vizeweltmeisterinnen geworden.
Johnson starb Anfang Dezember 2020 in seinem Zuhause in Sherman Oaks im Alter von 86 Jahren.

## Filmografie (Auswahl)
- 1961: Jenseits des Ruwenzori (The Sins of Rachel Cade)
- 1961: Lied des Rebellen (Wild in the Country)
- 1961: Piraten von Tortuga (Pirates of Tortuga)
- 1965: Der Lohn der Mutigen (None But the Brave)
- 1967: Tarzan am großen Fluß (Tarzan and the Great River)
- 1967: Tarzan und der Dschungelboy (Tarzan and the Jungle Boy)
- 1979: Roots – Die nächsten Generationen (Roots: The Next Generations) (TV-Serie)
- 1989: James Bond 007 – Lizenz zum Töten (Licence to Kill)
- 1990: Highway Chaoten (Think Big)

## Filmdokumentation
- The Rafer Johnson Story. Regie: Mel Stuart, Drehbuch: Malvin Wald, USA 1961, Farbe, 60 Minuten.